# Peterborough Northeren Star FC
Peterborough Northeren Star FC is een voetbalclub uit Engeland, die in 1905 is opgericht en afkomstig is uit Peterborough. De club speelt anno 2021 bij United Counties Football League.

## Erelijst
- United Counties Football League Division One (1) : 2019-2020
- United Counties Football League KO Cup (1) : 2010-2011
- Les Underwood Junior Cup (1) : 2010-2011
- Hinchingbrooke Cup (2) : 2009-2010, 2014-2015

## Records
- Beste prestatie FA Cup : Eerste kwalificatieronde, 2012-2013 (tegen ST Neots Town 5-0)
- Beste prestatie FA Vase : Kwart finale, 2011-2012 (tegen Dunston 3-4)
- Grootste thuis overwinning : 9-0 (tegen Daventry United en Sleaford Town 2008 & 2014)
- Grootste uit overwinning : 0-8 (tegen Burton Park Wanderers 2016)
- Grootste thuis verlies : 0-9 (tegen Peterborough Sports 2019)
- Grootste uit verlies : 7-0 (tegen Kings Lynn Town 2012)